# Alcantarilla (Portugal)
Alcantarilla (en portugués Alcantarilha) era una freguesia portuguesa del municipio de Silves, distrito de Faro.

## Historia
Fue suprimida el 28 de enero de 2013, en aplicación de una resolución de la Asamblea de la República portuguesa promulgada el 16 de enero de 2013 al unirse con la freguesia de Pêra, formando la nueva freguesia de Alcantarilha e Pêra.

## Patrimonio
- Castillo de Alcantarilha
- Solar dos Mascarenhas Marreiros Leite
- Iglesia Parroquial de Alcantarilha o Iglesia de nuestra Señora de la Concepción